# Гвадалупе (острів)

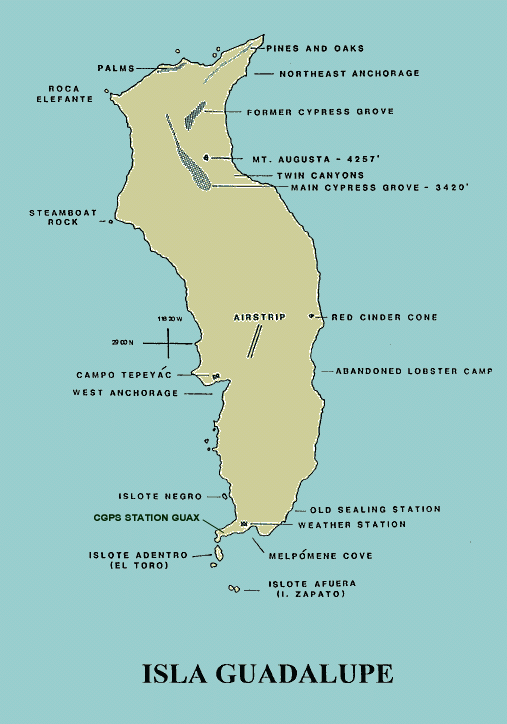
Мапа острова

Гвадалупе або Ісла Гвадалупе (ісп. Isla Guadalupe) — вулканічний острів в Тихому океані, що входить до штату Баха-Каліфорнія, Мексика.

## Географія
Острів розташований в 241 км від західного узбережжя півострова Баха-Каліфорнія і в 400 км на північний захід від міста Енсенада. Двома іншими групами островів у Тихому океані, які належать Мексиці і знаходяться не на континентальному шельфі, є острови Ревільяхіхедо і Рокас-Аліхос.
Острів складається з двох щитоподібних вулканів, з яких північний вулкан більш високий і молодий. Довжина острова (з півночі на південь) становить 35 км, ширина — 9,5 км. Загальна площа дорівнює 244 км². На острові розташована ланцюг вулканічних хребтів, яка підноситься над океаном на висоту 1298 метрів в північній частині (гора Августа) і на 975 м у південній (гора Ель-Пікачо).

## Екологія
На початку XIX століття російськими мисливцями за китами і тюленями як провізія на острів були завезені кози, які практично знищили природну унікальну рослинність острова. Острів був оголошений національним заповідником 16 серпня 1928, таким чином ставши найстарішим заповідником в Мексиці, проте вивіз кіз завершився тільки в 2005 році.
Великі тварини — ендеміки, що мешкають на острові:
- Гвадалупський морський котик (Arctocephalus townsendi)
- Скельний довгоклювий кропив'яник (Salpinctes obsoletus guadalupensis)
- Мексиканська чечевиця (Carpodacus mexicanus amplus)
- Гвадалупський юнко (Junco hyemalis insularis)